# Palaiópyrgos (ort i Grekland, Epirus)
Palaiópyrgos (Palaiopyrgos) är en ort i Grekland.   Den ligger i prefekturen Nomós Ioannínon och regionen Epirus, i den nordvästra delen av landet, 400 km nordväst om huvudstaden Aten. Palaiópyrgos ligger 833 meter över havet och antalet invånare är 105.
Terrängen runt Palaiópyrgos är kuperad åt sydost, men åt nordväst är den bergig. Runt Palaiópyrgos är det glesbefolkat, med 10 invånare per kvadratkilometer. Närmaste större samhälle är Pogonianí, 6,1 km väster om Palaiópyrgos. I omgivningarna runt Palaiópyrgos växer i huvudsak lövfällande lövskog.